# L'appuntamento (film 2000)
L'appuntamento è un film del 2000 diretto da Veronica Bilbao La Vieja. 
Prodotto da Caro Film.
La storia si svolge nell'arco di una giornata, dall'alba alla notte, nella Roma odierna.

## Trama
In uno dei tanti centri sociali, nato in un vecchio stabile demaniale, s'incontrano personaggi di varie etnie. Rosa, una giovane poco più che adolescente, suona uno strumento africano, la “kora”, con il suo gruppo musicale. Linda, una quarantenne, insegna danza classica a delle bambine. La vita del centro sembra procedere tranquilla nei preparativi di una festa per la sera stessa, però una minaccia incombe. Romano, un trentenne arrogante porta una lettera di sfratto firmata da un certo avvocato Parisi. A sentire questo nome Linda trasalisce e gli dice che lo conosce e lo vuole incontrare. Inizia così uno strano viaggio in automobile di Linda e Romano, che non potrebbero essere più diversi, nella città caotica sconvolta dai costanti cantieri sparsi che sembrano inghiottire la marea di auto e di storie. Per Linda quella insolita situazione e il fatto di rivedere certi luoghi diventa un viaggio a ritroso dove i suoi fantasmi riaffiorano. Parallelamente Rosa, costantemente arrabbiata, affronta come ogni giorno la città e cerca rifugio nella musica. Nell'arco della giornata Linda e Rosa in diversi momenti s'incrociano senza incontrarsi. Dietro di loro c'e un fantasma comune. Nella città violenta accadano piccole e grandi tragedie: una prostituta di colore viene violentata, il cane di Rosa e l'amica vengono uccisi da dei balordi, una bambina curda è merce di scambio dell'avvocato Parisi per appropriarsi del centro sociale... Queste vicende che sfiorano i protagonisti ridefiniscono i rapporti tra di loro, e fanno emergere i fantasmi. Si scopre che Rosa è figlia di Linda, le divide un passato da terrorista della madre e la morte del padre in quegli anni di piombo. L'inferno della città spinge le due protagoniste ad avvicinarsi: Rosa si presenta fuori dal carcere al ritorno serale di Linda e le regala una cassetta musicale incisa da lei. Il loro rapporto ricomincia dalla musica, dove si era interrotto tanti anni prima quando Linda insegnava le prime note alla figlia.